# Deformatie (natuurkunde)
In de natuurkunde is deformatie of vervorming van een vast materiaal een proces waarbij de mechanische spanning (Engels: stress) die in het materiaal heerst leidt tot vervorming of rek (Engels: strain) van het materiaal. Dit is in de continuümmechanica de transformatie van een lichaam van een referentieconfiguratie naar de gekozen configuratie. Een configuratie is een verzameling die de posities van alle deeltjes van het lichaam bevat.
Een vervorming kan optreden als gevolg van externe belastingen, intrinsieke activiteit (bijvoorbeeld bij spiercontractie), krachten op het lichaam (zoals zwaartekracht of elektromagnetische krachten), of veranderingen in temperatuur, vochtgehalte of chemische reacties, enzovoorts.
Rek is gerelateerd aan vervorming in termen van relatieve verplaatsing van deeltjes in het lichaam die bewegingen van starre lichamen uitsluit.
In een continu lichaam ontstaat een vervormingsveld door een spanningsveld als gevolg van uitgeoefende krachten of door enkele veranderingen in het temperatuurveld van het lichaam. De relatie tussen spanning en rek wordt uitgedrukt door constitutieve vergelijkingen, bijvoorbeeld de wet van Hooke voor lineair elastische materialen. Een vervorming die ophouden te bestaan nadat het spanningsveld is verwijderd, wordt elastische vervorming genoemd. In dit geval herstelt het continuüm zijn oorspronkelijke configuratie volledig.
Aan de andere kant blijven onomkeerbare vervormingen bestaan bij plastische vervorming. Ze bestaan zelfs nadat de spanningen zijn verwijderd. Dit treedt op  in materiële lichamen nadat spanningen een bepaalde drempelwaarde hebben bereikt die bekend staat als de vloeigrens.  Het is het resultaat van afschuiving of dislocatiekruip op atomair niveau.
Een ander type onomkeerbare vervorming is viskeuze vervorming, het onomkeerbare deel van visco-elastische vervorming. In het geval van elastische vervormingen is de responsfunctie die rek koppelt aan de vervormingsspanning de compliantie-tensor van het materiaal.

## Rek

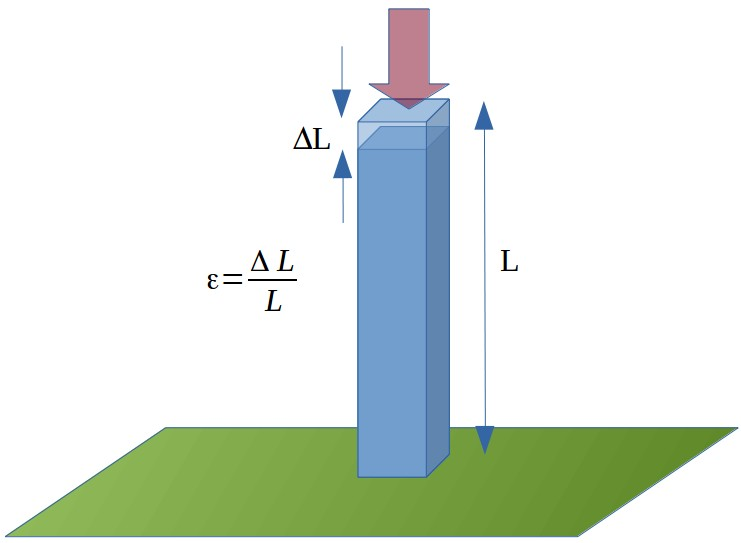
Overzicht van rek

De hoeveelheid deformatie van een materiaal wordt aangegeven met de grootheid rek of vervorming (Engels: strain; aangeduid met het teken {\displaystyle \varepsilon }). Rek is de verhouding tussen de lengte na deformatie ({\displaystyle l}) en het lengteverschil ({\displaystyle {l-l_{0}}}) door deformatie:
{\displaystyle \varepsilon ={\frac {l-l_{0}}{l_{0}}}}

## Mechanische spanning

Axiale spanning.

De hoeveelheid en aard van deformatie hangen af van een aantal natuurkundige grootheden. De belangrijkste daarvan is de mechanische spanning of rekspanning (aangeduid met σ). Spanning is de hoeveelheid kracht (F) die op een bepaald oppervlak (A) staat:
{\displaystyle \sigma ={\frac {F}{A}}}
Dit is een uitdrukking voor de mechanische spanning in twee dimensies. Om de deformatie van een materiaal te onderzoeken moet echter met drie dimensies rekening gehouden worden.
Een grote spanning op een materiaal in alle richtingen leidt nog niet direct tot deformatie. Dat gebeurt pas als de spanningstoestand niet gelijk is in alle richtingen. In dat geval spreekt men van een differentiaalspanning (σD, Engels: differential stress), die gelijk is aan het verschil tussen de maximale en minimale spanning (dat zijn respectievelijk σ1 en σ3):
{\displaystyle \sigma _{D}=\sigma _{1}-\sigma _{3}}
Deze differentiaalspanning is de achterliggende reden voor deformatie van een materiaal. Spanningen kunnen echter ook parallel op een oppervlak staan, men spreekt dan van een schuifspanning {\displaystyle \gamma }. Ook schuifspanningen zorgen voor deformatie.
Er zijn meer factoren die invloed hebben, bijvoorbeeld de materiaalconstanten van het betreffende materiaal en de temperatuur. Bij hogere temperaturen zijn materialen "zachter" en zullen ze eerder deformeren.

## Schuif

Schuif (shear strain) wordt veroorzaakt door een schuifspanning (F) op een oppervlak (A) van een materiaal. Bij schuif verandert niet het volume maar de geometrie van het materiaal.

Schuifspanningen leiden tot het type deformatie dat schuif (Engels: shear) genoemd wordt. Bij schuif verandert het volume van het materiaal niet, maar wel de geometrie. De tangens van de hoek tussen een oorspronkelijk loodrecht op het oppervlak waarop de schuifspanning staat staande lijn en zijn nieuwe oriëntatie θ is de schuifvervorming {\displaystyle \gamma } (Engels: shear strain):
{\displaystyle \gamma =\tan \theta }
Belangrijk is ook de snelheid van (schuif-)vervorming (Engels: (shear) strain rate; aangeduid met het teken {\displaystyle {\dot {\varepsilon }}}):
{\displaystyle {\dot {\varepsilon }}={\frac {d\varepsilon }{dt}}} en {\displaystyle {\dot {\gamma }}={\frac {d\gamma }{dt}}}
In het geval waarin het materiaal in een richting afgeplat wordt zonder dat schuif optreedt (coaxiale deformatie) spreekt men van zuivere afschuiving. Als alleen schuif optreedt en geen afplatting plaatsvindt spreekt men van simple shear.

## Tensorgrootheid

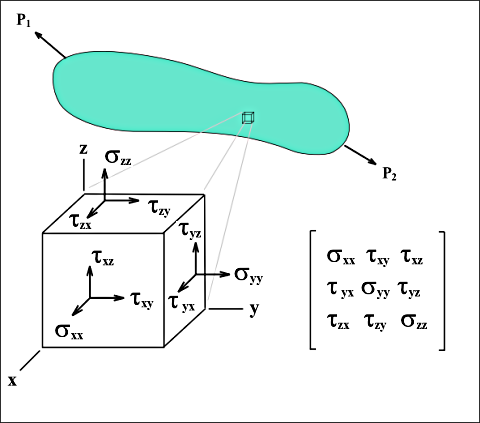
In een continuüm (blauw) waarop bepaalde krachten werken kan de spanningstoestand op een bepaald punt benaderd worden met een kubusje.

Mechanische spanning werkt op een oppervlak. Als de spanning loodrecht op het oppervlak van een voorwerp werkt, spreekt men van normaalspanning. Dit is in de natuur meestal niet het geval, de spanning staat meestal onder een (niet loodrechte) hoek met het oppervlak van het voorwerp waar de spanning op werkt. De spanning kan in dat geval verdeeld worden over drie componenten, in elke ruimtelijke dimensie een. De component loodrecht op het oppervlak is de normaalspanning, de componenten parallel aan het oppervlak zijn de schuifspanningscomponenten (aangegeven met τ).
In de continuümmechanica is de spanningstoestand op een bepaald punt in een continuüm te benaderen door dit punt als een infinitesimaal klein kubusje te zien. Op alle zijden van het kubusje staat een bepaalde spanning, te verdelen in drie componenten. Als we aannemen dat de kubus in evenwicht verkeert, is de spanning op parallelle zijden gelijk, zodat drie zijden overblijven met elk drie componenten. Deze in totaal negen componenten kunnen in een drie bij drie tensor worden gezet:
{\displaystyle \sigma ={\begin{bmatrix}\sigma _{x}&\tau _{xy}&\tau _{xz}\\\tau _{yx}&\sigma _{y}&\tau _{yz}\\\tau _{zx}&\tau _{zy}&\sigma _{z}\end{bmatrix}}}
Dit is een symmetrische matrix, de spanningstensor is dus een voorbeeld van een symmetrische tensor.

## Modellen voor deformatie

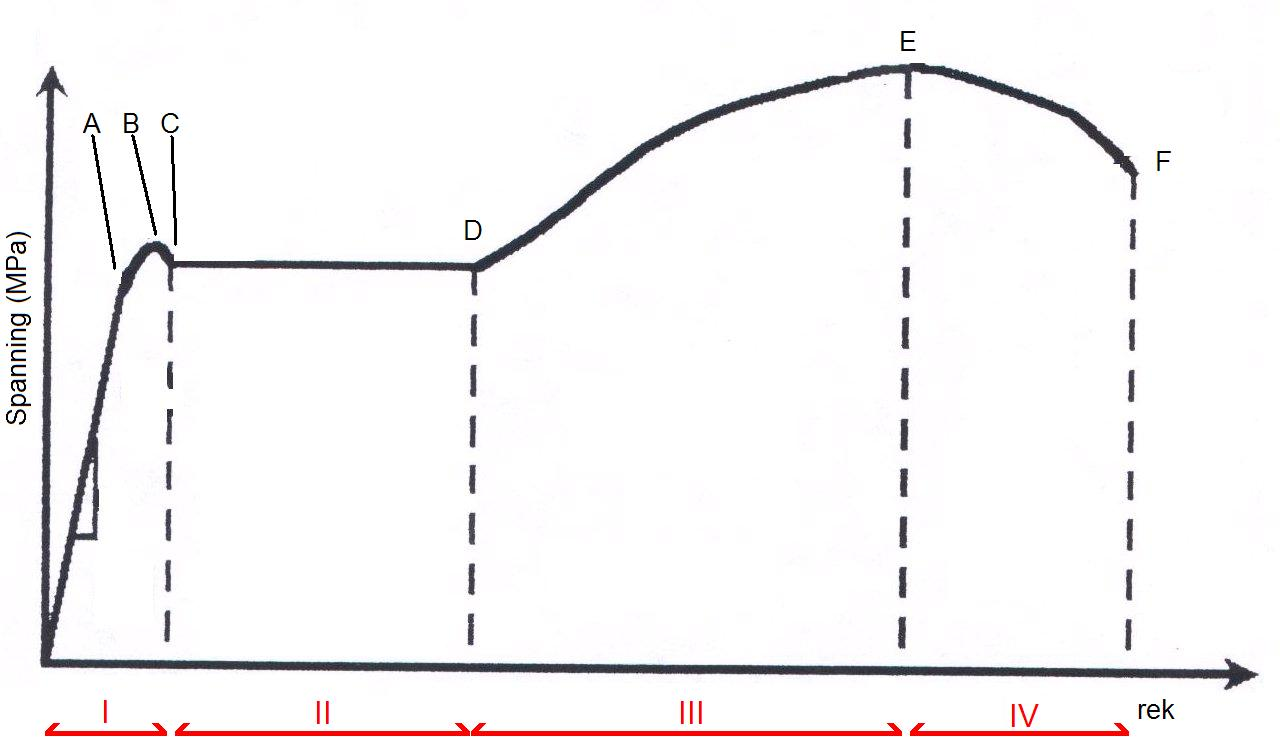
Spanning-rekdiagram van zacht staal. Met in het zwart letters bij de grenswaarden en in het rood romeinse getallen bij de fases.

### Deformatie mogelijkheden
Materialen kunnen op een aantal verschillende manieren reageren op een mechanische spanning.
- Elastische deformatie: Ten eerste kan een materiaal elastische deformeren. De vervorming is dan lineair afhankelijk van de spanning, maar alle vervorming is omkeerbaar, dat wil zeggen dat als de spanning wegvalt de vervorming ongedaan gemaakt wordt. Een voorbeeld is een elastiek dat wordt uitgerekt als een trekspanning wordt toegepast, het zal nadat de spanning wegvalt weer terugkeren naar zijn oorspronkelijke vorm.
- Plastische deformatie: Een andere manier waarop materiaal kan reageren op een spanning is door plastische deformatie. Het materiaal verliest daarbij zijn interne cohesie en is permanent vervormd.
- Breuk: Als laatste kan een materiaal breken, dit kan een brosse breuk zijn of een ductiele breuk.

### Reologie
Bij lineair-viskeus gedrag is er ook een lineair verband tussen de toegepaste spanning en de vervorming, maar de vervorming raakt niet ongedaan wanneer de spanning wegvalt, de deformatie is onomkeerbaar. De hoeveelheid deformatie hangt af van de viscositeit van het materiaal.
Bij plastisch gedrag is er ook sprake van een onomkeerbaar proces. In tegenstelling tot lineair-viskeuze deformatie is er echter een bepaalde hoeveelheid spanning nodig, voordat er vervorming optreedt. De relatie tussen spanning en vervorming is dus niet lineair.
In de natuur zal bijna nooit een van deze situaties zich alleen voordoen, meestal is sprake van een combinatie.